# Ordine di battaglia dell'invasione alleata d'Italia

## Alleati
- Allied Force Headquarters: tenente generale Dwight D. Eisenhower
- Comando forze navali alleate, Mediterraneo: ammiraglio Andrew Cunningham
  - Western Task Force (sbarco a Salerno, operazione "Avalanche"): viceammiraglio Henry Kent Hewitt
  - Force H: viceammiraglio sir Algernon Willis
  - Naval Task Force (operazione Slapstick): viceammiraglio Arthur Power
- Mediterranean Air Command: maresciallo dell'aria sir Arthur Tedder (Algeri)[1]

### Forze navali
- Avalanche operation Landing Command: ammiraglio Andrew Cunningham (Malta)

- 1 nave ammiraglia: cacciatorpediniere HMS Hambledon

- Western Naval Task Force 80, Northern/Southern Attack Force: viceammiraglio Henry Kent Hewitt

- 1 nave ammiraglia: USS Ancón
- 1 incrociatore contraereo ausiliario: HMS Ulster Queen
- 1 nave controllo del tiro e appoggio aereo: HMS Palomares
- 1 sommergibile: HMS Shakespeare

- Task Force 81 (TF.81) - Southern Attack Force: contrammiraglio John Lesslie Hall Jr.

- 1 nave ammiraglia: USS Samuel Chase
- 3 Landing Ship Tank: HMS Boxer, HMS Bruiser, HMS Thruster
- 27 Landing Ship Tank
- 32 Landing Craft Infantry
- 6 Landing Craft Tank
- 4 Landing Craft Support
- 8 motovedette
- 4 cacciasommergibili
- 9 dragamine ausiliari
- 12 dragamine classe YMS-1
- 32 mezzi di naviglio minore

- Task Force 81.5 (TF.81.5) - Southern Fire Support Force: contrammiraglio Lyal Ament Davidson

- 3 incrociatori leggeri: USS Brooklyn, Philadelphia, USS Savannah
- 1 monitore: HMS Abercrombie
- 1 cannoniera: Hr. Ms. Flores (olandese)
- 17 cacciatorpediniere: USS Bernadou, USS Cole, USS Dallas, USS Trippe, USS Rhind, USS Rowan, USS Wainwright, USS Benson, USS Mayo, USS Gleaves, USS Niblack, USS Plunkett, USS Woolsey, USS Ludlow, USS Edison, USS Bristol, USS Knight

- Task Force 85 (TF.85) - Northern Attack Force: commodoro Geoffrey Nigel Oliver

- 1 nave ammiraglia: HMS Hilary
- 1 nave ammiraglia sostitutiva, USS Biscayne
- 8 navi da carico
- 4 Landing Ship Infantry
- 90 Landing Ship Tank
- 96 Landing Craft Infantry
- 84 Landing Craft Tank
- 23 cacciasommergibili e motolance
- 4 rimorchiatori
- 1 nave antiaerea
- 40 cacciamine

- Task Force 85.5 (TF.85.5) - Northern Fire Support Force, contrammiraglio Cecil Harcourt

- 4 incrociatori leggeri: HMS Uganda, HMS Mauritius, HMS Orion, HMS Delhi
- 1 monitore: HMS Roberts
- 19th Destroyer Flotilla, 5 cacciatorpediniere: HMS Nubian, HMS Tartar, HMS Loyal, HMS Lookout, HMS Laforey
- Royal 21st Destroyer Flotilla, 13 cacciatorpediniere: HMS Brocklesby, HMS Quantock, HMS Mendip, HMS Exmoor, HMS Beaufort, HMS Blankney, HMS Blackmore, HMS Dulverton, HMS Ledbury, HMS Tetcott, HMS Belvoir, Pìndos (greco), HMS Brecon

- Task Force 88 (TF.88) - Support Carrier Force (Force V): contrammiraglio Philip Vian

- 3 incrociatori: HMS Euryalus, HMS Scylla, HMS Charybdis
- 1 portaerei leggera: HMS Unicorn
- 4 portaerei di scorta: HMS Battler; HMS Attacker, HMS Hunter, HMS Stalker
- 9 cacciatorpediniere: HMS Cleveland HMS Holcombe, HMS Atherstone, HMS Liddesdale, HMS Farndale, HMS Calpe, HMS Haydon, ORP Ślązak (polacco), ORP Krakowiak (polacco)

- Force H: viceammiraglio Algernon Usborne Willis

- 4 navi da battaglia: HMS Nelson, HMS Rodney, HMS Warspite, HMS Valiant
- 2 portaerei: HMS Illustrious, HMS Formidable
- Royal 4th Destroyer Flotilla, 4 cacciatorpediniere: HMS Quilliam, HMS Queenborough, HMS Quail, HMS Petard
- Royal 24th Destroyer Flotilla, 5 cacciatorpediniere: HMS Troubridge, HMS Tyrian, HMS Tumult, HMS Offa, ORP Piorun (polacco)
- Royal 8th Destroyer Flotilla, 11 cacciatorpediniere: HMS Faulknor, HMS Intrepid, HMS Eclipse, HMS Inglefield, HMS Fury, HMS Ilex, HMS Raider, HMS Echo, Vasilissa Olga (greco), Le Fantasque (francese), Le Terrible (francese)

Totale: 586 unità navali di cui 300 mezzi da sbarco; erano compresi 3 cacciatorpediniere polacchi, 2 francesi, 2 greci e 1 cannoniera olandese, nell'ambito della politica statunitense per la creazione delle Nazioni Unite.

### Forze aeree
- Twelfth Air Force
  - XII Tactical Air Command: maggior generale Edwin House (USAAF)[6]
    - 2 squadriglie di North American A-36 Apache
    - 19 squadriglie di Supermarine Spitfire
    - 4 squadriglie di Bristol Beaufighter[7]
    - Strategic Air Force
      - 3 gruppi di Lockheed P-38 Lightning

- - Totale: 528 caccia diurni e 32 notturni.[7]

- 6 portaerei della Royal Navy
  - 110 Supermarine Seafire[7]

La copertura aerea presente in ogni momento del giorno sul golfo di Salerno ammontava (tenuto conto della distanza dalle basi di partenza) a 54/36 velivoli.

### 15th Army Group
15th Army Group - Comandante in capo: maresciallo sir Harold Alexander
- A diretta disposizione per l'operazione Slapstick: 1st Airborne Division[9] - maggior generale George F. Hopkinson, ucciso in azione il 9 settembre e sostituito dal maggior generale Ernest Down
  - 1st Parachute Brigade - generale di brigata Gerald Lathbury)
    - 1st Battalion, The Parachute Regiment
    - 2nd Battalion, The Parachute Regiment
    - 3rd Battalion, The Parachute Regiment
    - 16th (Parachute) Field Ambulance

  - 2nd Parachute Brigade - generale di brigata Ernest Down
    - 4th Battalion, The Parachute Regiment
    - 5th (Scottish) Parachute Battalion
    - 6th (Royal Welch) Parachute Battalion
    - 127th (Parachute) Field Ambulance

  - 4th Parachute Brigade - generale di brigata John Hackett
    - 156th Battalion, The Parachute Regiment
    - 10th Battalion, The Parachute Regiment
    - 11th Battalion, The Parachute Regiment
    - 133rd (Parachute) Field Ambulance

  - 1st Airlanding Brigade - generale di brigata Philip Hugh Whitby Hicks
    - 1st Battalion, Border Regiment
    - 2nd Battalion, South Staffordshire Regiment
    - 181st (Airlanding) Field Ambulance

  - Glider Pilot Regiment

#### United States Fifth Army
United States Fifth Army-Comandante: generale d'armata Mark Clark

##### A diretta disposizione
- United States Army Rangers - tenente colonnello William Darby
  - 1st Ranger Battalion
  - 3rd Ranger Battalion
  - 4th Ranger Battalion

- British Commando - generale di brigata Robert Laycock
  - No. 2 Commando
  - 41st (Royal Marine) Commando

##### U.S. VI Corps
U.S. VI Corps-Comandante in capo: maggior generale Ernest Dawley
- 3rd Infantry Division: maggior generale Lucian Truscott
- 34th Infantry Division: maggior generale Charles Ryder
- 36th Infantry Division: maggior generale Fred Walker
  - 141st Regimental Combat Team
  - 142nd Regimental Combat Team
  - 143rd Regimental Combat Team
- 45th Infantry Division: maggior generale Troy Middleton
  - 179th Regimental Combat Team
  - 157th Regimental Combat Team
  - 180th Regimental Combat Team

##### British X Corps
British X Corps-Comandante in capo: tenente generale Richard McCreery
- 46th Infantry Division[10] - maggior generale John Hawkesworth
  - 128th Infantry Brigade - generale di brigata M.A. James
    - 1/4th Battalion Hampshire Regiment
    - 2nd Battalion Hampshire Regiment
    - 5th Battalion Hampshire Regiment

  - 138th Infantry Brigade - generale di brigata G.P. Harding
    - 6th Battalion Lincolnshire Regiment
    - 2/4th Battalion King's Own Yorkshire Light Infantry
    - 6th Battalion York and Lancaster Regiment

  - 139th Infantry Brigade - generale di brigata R.E.H. Stott
    - 2/5th Battalion Leicestershire Regiment
    - 5th Battalion Sherwood Foresters
    - 16th Battalion Durham Light Infantry

  - Unità autonome
    - 46th Reconnaissance Regiment
    - 70th Field Regiment, Royal Artillery
    - 71st Field Regiment, Royal Artillery
    - 172nd Field Regiment, Royal Artillery
    - 58th Anti-Tank Regiment, Royal Artillery
    - 5th Medium Regiment, Royal Artillery
    - 115th Light Anti-Aircraft Regiment, Royal Artillery
    - Genio militare
      - 270th, 271st e 272nd Field Companies, Royal Engineers
      - 273rd Field Park Company, Royal Engineers

    - 2nd Battalion Northumberland Fusiliers (reparto mitragliatrici)

- 56th Infantry Division[11] - maggior generale Douglas Graham
  - 167th Infantry Brigade - generale di brigata Charles Edward Anson Firth
    - 8th Battalion Royal Fusiliers
    - 9th Battalion Royal Fusiliers
    - 7th Battalion Oxfordshire and Buckinghamshire Light Infantry

  - 169th Infantry Brigade - generale di brigata L.O. Lyne
    - 2/5th Battalion Queen's Regiment
    - 2/6th Battalion Queen's Regiment
    - 2/7th Battalion Queen's Regiment

  - 201st Guards Brigade - generale di brigata Julian Gascoigne
    - 6th Battalion Grenadier Guards
    - 3rd Battalion Coldstream Guards
    - 2nd Battalion Scots Guards

  - Unità autonome
    - 44th Reconnaissance Regiment
    - 64th Field Regiment, Royal Artillery
    - 65th Field Regiment, Royal Artillery
    - 113th Field Regiment, Royal Artillery
    - 67th Anti-Tank Regiment, Royal Artillery
    - 69th Medium Regiment, Royal Artillery
    - 57th Heavy Anti-Aircraft Regiment, Royal Artillery
    - 100th Light Anti-Aircraft Regiment, Royal Artillery
    - Genio militare
      - 220th, 221st and 42nd Field Companies, Royal Engineers
      - 563rd Field Park Company, Royal Engineers

    - 6th Battalion Cheshire Regiment (reparto mitragliatrici)

- 7th Armoured Division[12] - maggior generale George Erskine
  - 22nd Armoured Brigade - generale di brigata Robert Hinde
    - 1st Battalion Royal Tank Regiment
    - 5th Battalion Royal Tank Regiment
    - 4th Battalion County of London Yeomanry
    - 1st Battalion Rifle Brigade

  - 131st Lorried Infantry Brigade - generale di brigata Lashmer Whistler
    - 1/5th Queen's Regiment
    - 1/6th Queen's Regiment
    - 1/7th Queen's Regiment

  - Unità autonome
    - 11th Hussars
    - 3rd Regiment, Royal Horse Artillery
    - 5th Regiment, Royal Horse Artillery
    - 146th Field Battery, Royal Horse Artillery
    - 65th Anti-tank Regiment, Royal Artillery
    - 15th Light Anti-aircraft Regiment, Royal Artillery
    - Genio militare
      - 4th and 621st Field Squadrons, Royal Engineers
      - 143rd Field Park Squadron, Royal Engineers

- Truppe di corpo d'armata
  - Royal Scots Greys (equipaggiato con carri armati medi M4 Sherman e assegnato alla 56th Division)[13]
  - 40th Royal Tank Regiment (assegnato alla 46th Division)[10]

##### Riserva
- 82nd Airborne Division - maggior generale Matthew Ridgway
- 1st Armored Division - maggior generale Ernest Harmon

#### Eight Army
Eighth Army-Comandante in capo: generale d'armata Bernard Law Montgomery

##### British XIII Corps
British XIII Corps-Comandante in capo: tenente generale Miles Dempsey
Forze schierate per l'operazione Baytown:
- 5th Infantry Division[14] - maggior generale Gerard Bucknall
  - 13th Infantry Brigade - generale di brigata L.M. Campbell
    - 2nd Battalion The Cameronians
    - 2nd Battalion Royal Inniskilling Fusiliers
    - 2nd Battalion Wiltshire Regiment

  - 15th Infantry Brigade - generale di brigata E.O. Martin
    - 1st Battalion Green Howards
    - 1st Battalion King's Own Yorkshire Light Infantry
    - 1st Battalion York and Lancaster Regiment

  - 17th Infantry Brigade - generale di brigata Alfred Dudley Ward
    - 2nd Battalion Royal Scots Fusiliers
    - 2nd Battalion Northamptonshire Regiment
    - 6th Battalion Seaforth Highlanders

  - Unità autonome
    - 5th Reconnaissance Regiment
    - 7th Battalion (reparto mitragliatrici) Cheshire Regiment
    - 91st Field Regiment, Royal Artillery
    - 92nd Field Regiment, Royal Artillery
    - 156th Field Regiment, Royal Artillery
    - 52nd Anti-Tank Regiment, Royal Artillery
    - 18th Light Anti-Aircraft Regiment, Royal Artillery
    - Genio militare
      - 38th, 245th, 252nd Field Companies, R.E.

- 1st Canadian Division[15] - maggior generale Guy Simonds
  - 1st Canadian Infantry Brigade - generale di brigata H.D. Graham
    - The Royal Canadian Regiment
    - The Hastings and Prince Edward Regiment
    - 48th Highlanders of Canada

  - 2nd Canadian Infantry Brigade - generale di brigata Chris Vokes
    - Princess Patricia's Canadian Light Infantry
    - The Seaforth Highlanders of Canada
    - Loyal Edmonton Regiment

  - 3rd Canadian Infantry Brigade - generale di brigata M.H.S. Penhale
    - Royal 22e Regiment
    - Carleton and York Regiment
    - West Nova Scotia Regiment

  - 1st Canadian Armoured Brigade - generale di brigata R.A. Wyman
    - Ontario Regiment
    - 12e Régiment blindé du Canada
    - The King's Own Calgary Regiment (RCAC)

  - Unità autonome
    - 4th Princess Louise Dragoon Guards (reparto da ricognizione)
    - Saskatoon Light Infantry (reparto mitragliatrici)
    - 1st Field Regiment, Royal Canadian Artillery
    - 2nd Field Regiment, Royal Canadian Artillery
    - 3rd Field Regiment, Royal Canadian Artillery
    - 1st Anti-Tank Regiment, Royal Canadian Artillery
    - 1st Light Anti-Aircraft Regiment, Royal Canadian Artillery
    - Genio militare
      - 1st, 3rd e 4th Field Companies, Royal Canadian Engineers
      - 2nd Field Park Company, Royal Canadian Engineers

- 231st Infantry Brigade - generale di brigata Robert Urquhart[14]
  - 2nd Battalion Devonshire Regiment
  - 1st Battalion Hampshire Regiment
  - 1st Battalion Dorsetshire Regiment
  - 165th Field Regiment, Royal Artillery
  - 295th Field Company, Royal Engineers

- Artiglieria di corpo d'armata
  - 6th Army Group, Royal Artillery
  - 2nd Anti-Aircraft Brigade

- Truppe di corpo d'armata
  - 1st Special Reconnaissance Squadron
  - 3rd Commando
  - 40th Royal Marine Commando

- Altre unità del XIII Corpo
  - 5th Army Group, Royal Artillery
  - Artiglieria del XXX Corps

## Asse

### Forze aeree
Nell'intero teatro di guerra del Mediterraneo la Luftwaffe poteva schierare 625 aerei operativi: di questi, 120 caccia e 50 cacciabombardieri Focke-Wulf Fw 190 erano stazionati in Italia settentrionale. Dal giorno dello sbarco a Salerno la Luftwaffe effettuò circa 100 sortite al giorno sulle teste di ponte alleate.

### Oberbefehlshaber Süd
Oberbefehlshaber Süd-Comandante in capo: feldmaresciallo Albert Kesselring

#### 10. Armee
10. Armee-Comandante in capo: colonnello generale Heinrich von Vietinghoff

##### XIV. Panzerkorps
XIV. Panzerkorps-Comandante in capo: tenente generale Hermann Balck
- 16. Panzer-Division - maggior generale Rudolf Sieckenius
- 15. Panzergrenadier-Division - maggior generale Eberhard Rodt
- Fallschirm-Panzer-Division 1 "Hermann Göring" - tenente generale Paul Conrath

##### XXVI. Panzerkorps
LXXVI. Panzerkorps-Comandante in capo: General der Panzertruppe Traugott Herr
- 29. Panzergrenadier-Division - maggior generale Walter Fries
  - Grenadier-Regiment (mot.) 15[17]
  - Grenadier-Regiment (mot.) 71[17]

- 26. Panzer-Division - maggior generale Smilo Freiherr von Lüttwitz

- 1. Fallschirmjäger-Division - tenente generale Richard Heidrich
  - Fallschirm-Jäger-Regiment 1 - (meno il 3º Battaglione, assegnato alla "Hermann Göring")[18]
  - Fallschirm-Jäger-Regiment 3 - (assegnato alla 26. Panzer Division,[18] poi alla 29. Panzergrenadier-Division)[19]
  - Fallschirm-Jäger-Regiment 4 - (assegnato alla 26. Panzer Division)[18]